# Ronde van Frankrijk 2004/Vijfde etappe
De vijfde etappe van de Ronde van Frankrijk 2004 werd verreden op 8 juli 2004 tussen Amiens en Chartres.

## Verloop
Nog 183 renners in koers. Vijf rijders blijven vooruit in stromende regen en forse tegenwind en winnen met 12' 33" voorsprong. Stuart O'Grady wint de etappe, en het geel is voor Thomas Voeckler. Enkele zware valpartijen leveren enkele afstappers op.
Proloog ·
1e etappe ·
2e etappe ·
3e etappe ·
4e etappe ·
5e etappe ·
6e etappe ·
7e etappe ·
8e etappe ·
9e etappe ·
10e etappe ·
11e etappe ·
12e etappe ·
13e etappe ·
14e etappe ·
15e etappe ·
16e etappe ·
17e etappe ·
18e etappe ·
19e etappe ·
20e etappe
Startlijst · Eindstanden · Afbeeldingen